# Gabriel Oxenstierna (1618–1647)
Gabriel Oxenstierna, född den 7 juni 1618 på Sturefors slott, död den 25 februari 1647, var en svensk friherre, rikskammarråd och lantmarskalk.

## Biografi
Gabriel Oxenstierna föddes på Sturefors slott i Östergötland som son till Gabriel Oxenstierna och hans första hustru Märta Bielke. Han studerade först vid det av Gustav II Adolf inrättade Collegium illustre och därefter vid Uppsala universitet, där han var rector illustris 1633. Sedan han låtit inskriva sig som extra ordinarie i Riksarkivet, anträdde han 1637 sina utländska resor, och uppehöll sig någon tid i Leiden och Paris, besökte Schweiz, Venedig och Rom och återkom över Holland och England till Sverige 1640. Samma år utnämndes han till kammarherre hos drottning Kristina, och erhöll på grund av sin vitsordade lärdom, tillåtelse att övervara rådslagen i senaten, varefter han skickades i en viktig beskickning till fältmarskalken Lennart Torstensson. 1645 befordrades han till kammarråd och utsågs samma år till lantmarskalk vid ständernas utskottsmöte i Stockholm. Året därpå förordnade han till president i Dorpats hovrätt, vilket ämbete han dock inte han tillträda före sin tidiga död.

### Familj
Oxenstierna gifte sig 2 mars 1645 i Åbo med Brita Kurck (död 1671). Hon var dotter till presidenten Jöns Knutsson (Kurck) och Märta Oxenstierna. De fick tillsammans barnen Märta Oxenstierna (1646–1677) som var gift med översten Evert Horn af Marienborg och guvernören Gabriel Oxenstierna (1647–1700).